# Georges Prêtre
Georges Prêtre (14. srpna 1924 Waziers, Francie – 4. ledna 2017 Navès, Castres-Ouest, Francie) byl francouzský dirigent. Používal též pseudonym Georges Dhérain.

## Život
Georges Prêtre se narodil roku 1924 v severofrancouzském městě Waziers. Po vystudování konzervatoře v Douai studoval Conservatoire de Paris. Jeho dirigentský debut byl v roce 1946, kdy dirigoval v marseillské opeře. V letech 1986–1991 byl šéfdirigentem vídeňského symfonického orchestru.
Dvakrát dirigoval Novoroční koncert Vídeňských filharmoniků (v letech 2008 a 2010).
Zemřel ve věku 92 let na svém zámku Vaudricourt v obci Navès, v kantonu Castres-Ouest v departementu Tarn.

## Vyznamenání
- komtur Řádu zásluh o Italskou republiku (2. června 1982, Itálie)[3]
- velkodůstojník Řádu zásluh o Italskou republiku (17. dubna 1991, Itálie)[4]
- velkodůstojník Řádu čestné legie (2009, Francie)
- Čestný kříž Za vědu a umění I. třídy (2001, Rakousko)[5]